# Christoph Dornier
Christoph Dornier (* 4. Dezember 1938 in Friedrichshafen; † 14. August 2008 in Luzern) war ein deutscher Maler und Mäzen. Er gründete 1989 die Christoph-Dornier-Stiftung für Klinische Psychologie.

## Leben
Christoph Dornier, jüngster Sohn von Claude Dornier, studierte 1958 an der Akademie der Bildenden Künste München und war anschließend als Maler tätig. Als Miterbe und über den Verkauf seiner Anteile an der Dornier GmbH 1985 förderte er mit diesen Mitteln mehrere Projekte aus Kunst und Wissenschaft, 1989 initiierte er die Christoph-Dornier-Stiftung für Klinische Psychologie (CDS), die mit den Wissenschaftlern Wolfgang Fiegenbaum und Irmela Florin an der Philipps-Universität Marburg gegründet wurde. Die CDS hat 2008 insgesamt Institute an den Universitäten Bielefeld, Bremen, Düsseldorf, Köln, Marburg, Tübingen sowie in Berlin, Münster und Nijmegen.
Dornier lebte nach seinem Studium in Zürich, später in Luzern und mit dem Kauf eines Weingutes 1995 auch im Blaauwklippental in Stellenbosch, Südafrika.